# Bryocodia hilaris
Bryocodia hilaris là một loài bướm đêm trong họ Noctuidae.